# 𡘙師傅
𡘙師傅（Tai Shih Fu）是臺灣一家以便當產銷為主的連鎖餐廳，以中西式便當聞名。1992年開設於高雄市鳳山區。截至2017年為止，在臺灣各地共有53家門市，並在2021年起與全家便利商店合作，採取當日現做便當方式。